# برايان سبنسر (لاعب هوكي الحقل)
برايان سبنسر (بالإنجليزية: Brian Spencer)‏ هو لاعب هوكي الحقل أمريكي، ولد في 5 مارس 1962.

## وصلات خارجية
- برايان سبنسر على موقع أوليمبيديا (الإنجليزية)